# Station Gościno Dwór
Station Gościno Dwór was een spoorwegstation in de Poolse plaats Gościno.